# Eyl
Eyl este un oraș în nordul regiunii Puntland a Somaliei. Cele mai puternice clanuri din zonă sunt Majeerteen și Leelkase, ambele sub-clanuri ale clanului Darod.